# Памятник работникам локомотивного депо (Кривой Рог)
Работникам локомотивного депо, погибшим в годы Великой Отечественной войны — памятник истории в Долгинцевском районе города Кривой Рог.

## История
В августе 1941 года из-за приближения линии фронта и угрозы оккупации города материальная часть паровозного депо была эвакуирована в город Кокчетав (Казахстан). Большинство паровозных бригад стали фронтовыми.
В 1985 году в честь работников депо, погибших в годы Великой Отечественной войны был установлен памятник.
19 ноября 1990 года, решением Днепропетровского областного исполкома № 424, памятник взят на государственный учёт под охранным номером 6320.

## Характеристика
Расположен в Долгинцевском районе по улице Серафимовича 97, у здания управления локомотивного депо.
Памятник в виде фигуры коленопреклонённого солдата, опирающегося на левое колено, в правой руке держащего пистолет-пулемёт Шпагина, в левой — каску. Бетонная скульптура окрашена под бронзу. Высота 1,15 м, ширина — 0,6 м. Скульптура установлена на бетонный трапециевидный постамент высотой 2,5 м. В нижней части постамента расположена памятная доска (0,7×0,45×0,04 м) с именами 11 погибших работников локомотивного депо и лавровой ветвью под ними.